# 살렘스 롯
《살렘스 롯》(영어: Salem's Lot)은 2024년 공개된 미국의 공포 스릴러 영화이다.

## 출연

### 주연
- 루이스 풀먼 - 벤 미어스 역

### 조연
- 스펜서 트리트 클라크 - 마이크 라이어슨 역
- 요한 필리프 아스베크 - 리처드 스트래커 역
- 빌 캠프 - 매튜 버크 역
- 매켄지 리 - 수잔 노튼 역
- 알프리 우다드 - 코디 박사 역
- 윌리엄 새들러 - 파킨스 길레스피 경관 역
- 니콜라스 크로베티 - 대니 글릭 역
- 존 벤자민 히키 - 캘러핸 신부 역